# Кулаков Петро Афанасійович
Петро Афанасійович Кулаков (16 червня 1923 — 24 січня 1994) — командир гармати 598-го артилерійського полку 174-ї стрілецької дивізії 31-ї армії 3-го Білоруського фронту, сержант. Герой Радянського Союзу (1945).

## Біографія
Петро Афанасійович Кулаков народився (16 червня 1923 року в селі Покровка Уфимського району Башкортостану в родині робітника.
Росіянин. Член ВКП(б)/КПРС з 1943 року. Освіта середня. Працював на заводі в місті Уфі.
В Червону армію призваний у березні 1941 року Благовєщенським райвійськкоматом Башкирської АРСР. Учасник Другої світової війни з червня 1941 року.
Воював на Західному, Сталінградському, 3-му Білоруському фронтах.
Сержант Кулаков П. А. відзначився в боях в Білоруській операції 6 червня 1944 року в районі села Волма Смолевицького району Мінської області Білорусі.
Після війни старший сержант Кулаков П. А. був демобілізований (1946). У 1949 році  закінчив радпартшколу при ЦК Компартії Латвії. Був на радянській і господарській роботах.
Повернувшись до Уфи, працював старшим машиністом газомоторних компресорів на Уфимському нафтопереробному заводі імені XXII з'їзду КПРС.
Помер 24 січня 1994 року. Похований в Уфі на Південному кладовищі.

## Подвиг
«Командир гармати 598-го артилерійського полку (174-я стрілецька дивізія, 31-а армія, 3-й Білоруський фронт) сержант Кулаков П. А. в ході Білоруської операції 6 липня 1944 року в районі села Волма Смолевицького району Мінської області Білорусі разом з розрахунком, відбиваючи контратаки противника, завдав йому значних втрат у живій силі і бойовій техніці, і втримав займаний рубіж до підходу підкріплення. 20 липня 1944 року в Гродненському районі Гродненської області Білорусі на лівому березі річки Німан артилерійський розрахунок Петра Кулакова відбив контратаку п'яти ворожих танків, і три з них підбив. У тому ж бою артилеристи сержанта Кулакова знищили також три гармати ворога і близько сотні гітлерівців».
Указом Президії Верховної Ради СРСР від 24 березня 1945 року за зразкове виконання завдань командування і проявлені мужність і героїзм у боях з німецько-фашистськими загарбниками сержантові Кулакову Петру Афанасійовичу присвоєно звання Героя Радянського Союзу з врученням ордена Леніна і медалі «Золота Зірка» (№ 6200).

## Нагороди
- Медаль «Золота Зірка» Героя Радянського Союзу (24.03.1945);
- орден Леніна (24.03.1945);
- орден Червоного Прапора (11.03.1945);
- орден Вітчизняної війни 1-го ступеня (06.04.1985);
- медаль «За відвагу» (02.11.1943);
- медаль «За оборону Сталінграда»;
- медалі.